# Битка код Тавије
Битка код Тавије одиграла се 21. јула 1858. између устаника и делова турске војске у Пециној буни.

## Битка
После угушења буне кметова у горњем току реке Уне и у Босанској крајини Турци су пренели тежиште дејстава на подручје између Босанског Новог, Костајнице, Босанске Дубице и у рејон Козарца. У том рејону налазили су се устанички одреди харамбаше Петра Поповића Пеције и Петра Гараче, јачине око 2000 људи. Турским снагама командовао је Дервиш-бег.
До судара је дошло 21. јула 1858. године код Тавије где се налазио Гарачин одред (око 1000 устаника) који је штитио збег људи (око 4000) и мноштво стоке (око 2-5000) прикупљених према мосту на Уни код Костајнице, одакле су се пребацивали на аустријску територију. Надмоћније и боље опремљене турске снаге сломиле су устанички отпор.